# Fallenbüchl Tivadar
| Fallenbüchl Tivadar                       | Fallenbüchl Tivadar |
| Kattints az alábbi külső linkek egyikére! | Kattints az alábbi külső linkek egyikére! |
| ----------------------------------------- | --- |
| Nem található szabad kép.(?)              | |
| külső link · jogvédett                    | Fallenbüchl Tivadar és felesége Ambrus Gizella (1888-1982) valamint fiúk Fallenbüchl Zoltán (1924-2006) a gödöllői házuk teraszán. Gödöllői Ambrus Emlékház fotógyűjteménye |
| külső link · jogvédett                    | Fallenbüchl Tivadar és Fallenbüchl Zoltán Gödöllőn. Gödöllői Ambrus Emlékház fotógyűjteménye.                                                                               |

Fallenbüchl Tivadar, Fallenbüchl Tivadar Károly (Budapest, 1877. szeptember 24. - Budapest, 1949. október 18.) iskolaigazgató.

## Élete
Fallenbüchl János és Stefula Katalin fia, Fallenbüchl Ferenc öccse. 1899-ben végzett a budapesti polgári iskolai tanárképzőben, illetve a budapesti egyetemen francia szakos nyelvtanári képesítést kapott. 1907-ben a matematika-fizika-pedagógia szakot is elvégezte. Matematika - fizika és francia szakos nyelvtanár, iskolaigazgató. 1904 -1906 között a francia nyelvet, mint rendkívüli nyelvet tanította a Budapesti III. kerületi Magyar Királyi Állami Főgimnáziumban.
1900-1939 között nyugdíjazásáig polgári iskolai tanár Budapesten. 1923. augusztus 16-án Budapesten, a Józsefvárosban feleségül vett Ambrus Gizellát. 1923-tól a Prohászka utcai, majd 1937-től az Aréna utcai polgári leányiskola igazgatója lett. 1914-1918. között gazdasági hadnagyként szolgált. Javaslatára 1926-ban a IV. kerületi Papnövelde utcában megnyitották a 3 éves (érettségizetteknek 1 éves) háztartási továbbképzőt, mely a kenyérkereső női pályákra is előkészítette a növendékeket. Az iskolának körülbelül 1000 kötetes tanári könyvtárat is gyűjtött.
Az 1930-as években Budapesten és Bécsben nemzetközi pedagógus-találkozókat is szervezett. 1935-től a KIOE igazgató-választmányi tagja. 1928-1932 között részt vett a Keresztény Gazdasági és Szociális Párt, utóbb a keresztényszocialista mozgalom (EMSZO) szervezésében. 1942-től a VIII. kerületi Krisztus Király egyházközség ügyvezetője, 1947-től tiszteletbeli elnöke, ahol munkás klubtermet és könyvtárat is létesített.

## Művei
- 1930 Háztartási továbbképző tanfolyamunk keletkezése. Budapest.
- 1933-1948 Számtan és méréstan a polgári leányiskolák számára. Írta Szenes Adolf. 1-4. köt., az 5. kiadást átdolgozta Pataky Ferenccel. Budapest.